# Guerra de sucesión polaca (1587-1588)
La guerra de sucesión polaca o guerra Habsburgo-polaca se llevó a cabo desde 1587 hasta 1588 sobre la elección del nuevo monarca tras la muerte de Esteban Báthory, rey de Polonia y gran duque de Lituania. La guerra se libró entre las facciones de Segismundo III Vasa y Maximiliano III; Segismundo finalmente sería coronado rey de Polonia  y gran duque de Lituania. Dos de las principales batallas de este conflicto fueron el asedio de Cracovia (1587), en el que Maximiliano III no pudo capturar la capital de la Mancomunidad, y la batalla de Byczyna, tras la que Maximiliano fue obligado a rendirse. En la victoria de Segismundo fue significativo el hacer del canciller y hetman Juan Zamoyski, que estaba detrás tanto de la intriga política como de las victorias militares de este conflicto.

## Antecedentes
En 1586, tras la muerte del anterior rey polaco, Esteban I Báthory, el rey sueco Segismundo III Vasa y Maximiliano III, el archiduque de Austria participaron en la elección al trono polaco-lituano. Cada uno de los dos candidatos tenían partidarios en la Mancomunidad polaco-lituana, agrupándose el bando a favor de Segismundo en torno al canciller y hetman Juan Zamoyski y el primado de Polonia, Estanislao Karnkowski, y el bando pro-maximilianista alrededor de la familia Zborowski.   Las malas relaciones entre Zamoyski y la familia Zborowsk databan de tiempo atrás; las tensiones durante las elecciones crecieron mucho.
Segismundo, con el apoyo de Zamoyski y de la esposa del anterior rey, Ana Jagellón de Polonia, fue elegido rey de la Mancomunidad de Polonia-Lituania el 19 de agosto de 1587 y fue reconocido como tal por el  interrex, el primado Karnkowski. Sin embargo, la elección fue disputada por el otro candidato, Maximiliano III de Austria, y los opositores a Segismundo eligieron no respetar el resultado de las elecciones, decretando tres días después, el 22 de agosto, que Maximiliano era el monarca legítimo. Los Zborowscy llamaron a la rokosz (el derecho legítimo a rebelarse) y la elección terminó en un caos, con varios muertos y muchos heridos. Tanto para Zamoyski como para los Zborowski perder no era una opción, ya que sabían que el bando perdedor probablemente tendría que pagar un precio severo, de confiscaciones y de pérdida de prestigio, y hasta de una posible sentencia de muerte por traición.
Ni Segismundo ni Maximiliano estaban presentes en la Mancomunidad en ese momento.  Después de recibir la noticia de su elección, tanto Segismundo y Maximiliano se apresuraron a ir a Polonia. Segismundo llegó a Danzig (Gdansk) el 28 de septiembre y después de aproximadamente dos semanas, partió hacia Cracovia, donde llegó el 9 de diciembre y fue coronado el 27 de diciembre.
Maximiliano intentó resolver la disputa llevando consigo una fuerza militar a Polonia, lo que supuso el comienzo de la guerra de Sucesión de Polonia. Tomó Lubowla, pero después de un fallido intento de irrumpir en Cracovia (la capital de Polonia) a finales de 1587, que fue defendida con éxito por Zamoyski, se retiró para reunir más refuerzos, siendo perseguido por las fuerzas leales a Segismundo. Mientras estaba a la espera de refuerzos, fue derrotado en la batalla de Byczyna en enero de 1588, y fue  obligado a rendirse.  Esa derrota marcó el final del conflicto.

## Consecuencias
Después de la intervención de un enviado papal, Maximiliano fue puesto en libertad, pero solo después de haber pasado trece meses como "invitado" de Zamoyski. En el Tratado de Bytom y Będzin (firmado el 9 de marzo de 1589) Maximiliano tuvo que renunciar a la corona polaca y Rodolfo II, emperador del Sacro Imperio tuvo que prometer no hacer ninguna alianza contra Polonia con Moscovia o Suecia. La ciudad de Lubowla, tomada al inicio del conflicto por Maximiliano, fue devuelta a Polonia. A su regreso a Viena no cumplió con su promesa de renunciar a su pretensión a la corona polaca (lo haría solo en 1598). Sin embargo, no habría más tensiones militares graves entre la Mancomunidad y los Habsburgo, ya que cada uno rápidamente se dedicaría a otras cuestiones.